# بيل كونينغهام (لاعب كرة قاعدة)
بيل كونينغهام (بالإنجليزية: Bill Cunningham)‏ هو لاعب كرة قاعدة أمريكي، ولد في 9 يونيو 1886 في سكنيكتادي في الولايات المتحدة، وتوفي بنفس المكان في 21 فبراير 1946.

## وصلات خارجية
- بيل كونينغهام على موقعبيزبول رفرنس.كوم (الدوري الرئيسي) (الإنجليزية)
- بيل كونينغهام على موقعبيزبول رفرنس.كوم (الدوري الثانوي) (الإنجليزية)